# Заемни дни
Заѐмните дни (наричани също Заѐмници, Броѐни дни, Бабини дни) в българската митология са наричани първите три или последните три дни от месец март. В Пиринския край, Разложко, Кюстендилско и Родопската област това се първите три дни на март, а в Драмско, Стружко, Пловдивско, Хасковско – последните три мартенски дни. Обикновено те се свързват със студено, лошо време.
Заемните дни се използват за прогностични практики (краткосрочни и по-далечни прогнози), отразяващи народната представа за прехода от зимата към пролетта.
Според преданията от Пиринския край една баба се присмяла на Сечко (февруари), че вече не се страхува от него. За да я накаже, той взел от Баба Марта три дни назаем и докарал голям студ. В Кюстендилско има вярване, че каквото е времето на 1, 2 и 3 март („трите баби“), такова ще бъде то съответно през пролетта, лятото и есента. В Родопската област по тези наричани там „броени дни“ гадаят за времето през следващите три месеца или ги наричат за здравето на отделни хора или семейства.
В Пловдивско се разказва, че Марта взела назаем три дни от април, за да си доизкара яда с вихри и мраз.